# Lipocarpha hemisphaerica
Lipocarpha hemisphaerica är en halvgräsart som först beskrevs av Albrecht Wilhelm Roth, och fick sitt nu gällande namn av Paul Goetghebeur. Lipocarpha hemisphaerica ingår i släktet Lipocarpha och familjen halvgräs. Inga underarter finns listade i Catalogue of Life.